# Teo Briones
Teo Briones, all'anagrafe Mateo Justis Briones (Oxford, 11 gennaio 2005), è un attore statunitense di origine britannica e filippina. È famoso per aver interpretato il ruolo di Junior Wheeler nella serie televisiva Chucky, una continuazione televisiva del franchise di film La bambola assassina.

## Biografia
Briones è nato l'11 gennaio 2005 ad Oxford, dove i suoi genitori erano in tour. Suo padre è l'attore e cantante filippino Jon Jon Briones e sua madre è l'attrice e cantante statunitense Megan Briones. Ha una sorella maggiore, Isa, anch'essa attrice e cantante.
Si è trasferito a Los Angeles con la famiglia all'età di tre anni e a cinque ha iniziato a lavorare come modello.
Ha esordito come attore nel 2010 recitando nel film televisivo Cutthroat. Nel 2013 ha recitato nel suo primo film cinematografico, Lonely Boy. Sul grande schermo ha recitato nei film I segreti di Wind River (2017) e Agent Revelation (2021); mentre per il piccolo schermo ha preso parte a diverse serie televisive come Kickin' It - A colpi di karate, Pretty Little Liars, Il tempo della nostra vita, Modern Family, The Whispers e Chucky.

## Filmografia

### Attore

#### Cinema
- Lonely Boy, regia di Dale Fabrigar (2013)
- Chase Me Through, regia di Blake Salzman - cortometraggio (2013)
- I segreti di Wind River (Wind River), regia di Taylor Sheridan (2017)
- Agent Revelation, regia di Derek Ting (2021)
- Final Destination Bloodlines, regia di Zach Lipovsky e Adam Stein (2025)

#### Televisione
- Cutthroat, regia di Bronwen Hughes – film TV (2010)
- Kickin' It - A colpi di karate (Kickin' It) – serie TV, 1 episodio (2011)
- Death Valley – serie TV, 1 episodio (2011)
- Parks and Recreation – serie TV, 1 episodio (2012)
- Pretty Little Liars – serie TV, 5 episodi (2013)
- Il tempo della nostra vita (Days of Our Lives) – soap opera, 5 episodi (2013)
- Modern Family – serie TV, 1 episodio (2013)
- Stalker – serie TV, 1 episodio (2014)
- Disorganized Zone – serie TV, 1 episodio (2014)
- The Whispers – serie TV, 2 episodi (2015)
- Longmire – serie TV, 1 episodio (2015)
- Lethal Weapon – serie TV, 1 episodio (2016)
- Will vs. The Future – serie TV (2017)
- Ratched – serie TV, 3 episodi (2020)
- Chucky – serie TV, 16 episodi (2021-2022)

### Doppiatore
- Agente Speciale Oso (Special Agent Oso) – serie TV, 1 episodio (2011)
- Dottoressa Peluche (Doc McStuffins) – serie TV, 3 episodi (2013-2016)

## Riconoscimenti
- The BAM Awards
  - 2017 – Miglior cast per I segreti di Wind River (con Kelsey Chow, Jeremy Renner, Julia Jones, Apesanahkwat, Graham Greene, Elizabeth Olsen, Tantoo Cardinal, Eric Lange, Gil Birmingham, Althea Sam, Tokala Black Elk e Jon Bernthal)